# Congrès de Toulouse (1985)
Pour les articles homonymes, voir Congrès de Toulouse.
Le congrès de Toulouse est le 65e congrès ordinaire du Parti socialiste, qui se tient du 11 au 13 octobre 1985. Il est vu comme celui du triomphe de Laurent Fabius et des espoirs de Michel Rocard.
La conversion à la social-démocratie y est consolidée. Jacques Delors parle d'« un petit Bad Godesberg » du Parti socialiste, en référence au congrès du SPD (parti social-démocrate allemand) en 1959, lorsque le parti avait renoncé à la doctrine de lutte des classes et avait adapté sa théorie à la pratique (réformisme assumé).

## Listes des contributions générales déposées
La phase des contributions générales et thématiques précède celle des motions. Elle permet de faire valoir des idées de groupe qui se rassemblent lors de celles des motions, beaucoup moins nombreuses. 
Cinq contributions nationales sont déposées :
- Pour préparer la victoire, réussir le congrès de Toulouse : présentée par Lionel Jospin, Bertrand Delanoë, Claude Estier, André Laignel, Louis Mermaz, Michel Pezet, Dominique Strauss-Khan (mitterrandistes), Jean Poperen et Jean-Marc Ayrault (poperénistes).
- Les conditions de la confiance : présentée par Michel Rocard.
- Socialisme et réalités : présentée par Pierre Mauroy et ses proches (Jean-Pierre Balligand, Gérard Collomb, Jacques Fleury, Christian Pierret).
- Un projet contre le déclin : indépendance, croissance, démocratie : présentée par le CERES (Christian Bataille, Georges Sarre, Nicole Bricq, Pierre Carassus, Michel Charzat, Didier Motchane).
- Pour transformer la société, la gauche au pouvoir c'est la gauche à sa place : présentée par Marie-Noëlle Lienemann, Patrice Finel, Alain Richard, Jean-Pierre Worms.

## Listes des motions déposées
La phase des motions est celles des textes finalement mis au vote des militants, après synthèse de contributions. 
Deux motions sont déposées :
- Motion 1 - « Rassembler autour du Parti socialiste pour réussir la nouvelle étape » déposée par Lionel Jospin, soutenue par les contributions de Pierre Mauroy et du CERES.
- Motion 2 - « Convaincre » déposée par Michel Rocard et ses proches (Robert Chapuis, Claude Évin, Gérard Fuchs, Louis Le Pensec, Michel Sapin) soutenue par la contribution de Marie-Noëlle Lienemann.

## Résultats
- Motion 1 (Lionel Jospin) : 4 612 mandats (71,5 %)
- Motion 2 (Michel Rocard ) : 1 839 mandats (29,5 %)

## Composition de la nouvelle direction

### Comité directeur
Le comité directeur exécute et fait exécuter la motion d'orientation majoritairement adoptée par le congrès. Il constitue en quelque sorte le parlement interne du parti, car il est le reflet direct de la réalité des sensibilités et des courants du PS. À l'issue de ce congrès, il est composé de 131 membres :
- 92 représentants de la motion 1 (Jospin - Mauroy - Poperen - CERES)
- 39 représentants de la motion 2 (Rocard)

Le nouveau comité directeur présidé par Claude Estier désigne les membres du Bureau exécutif et du Secrétariat national.

### Bureau exécutif
Le bureau exécutif assure l'administration et la direction du parti dans le cadre des attributions que lui délègue le comité directeur. Ses membres sont désignés selon les mêmes procédures que les membres du comité directeur :
- 20 membres issus de la motion 1, répartis selon les différents courants :
  - 10 « mitterrandistes » : Lionel Jospin, Jean-Paul Bachy, Marcel Debarge, Bertrand Delanoë, André Laignel, Louis Mermaz, Véronique Neiertz, Michel Pezet, Françoise Seligmann et Dominique Strauss-Khan ;
  - 4 « mauroyistes » : Pierre Mauroy, Martine Buron, Daniel Percheron et Bernard Roman ;
  - 4 du CERES : Nicole Bricq, Michel Charzat, Didier Motchane et Georges Sarre ;
  - 2 « poperénistes » : Jean Poperen et Christiane Mora.
- 7 membres issus de la motion 2 : Michel Rocard, Pierre Brana, Robert Chapuis, Daniel Frachon, Gérard Fuchs, Louis Le Pensec et Marie-Noëlle Lienemann.

### Secrétariat national
Les membres du secrétariat national sont élus par le comité directeur sur proposition du premier secrétaire. Ils ont la charge de la mise en œuvre des décisions prises par le comité directeur et le bureau exécutif. Le secrétariat national, assure ainsi la gestion du parti.
- Premier secrétaire : Lionel Jospin
- Secrétaire national à la coordination chargé des élections : Jean Poperen
- Secrétaire national aux questions sociales, aux entreprises et à l'emploi : Jean-Paul Bachy
- Secrétaire nationale aux luttes aux libertés et aux problèmes de société : Pierre Brana
- Secrétaire nationale aux luttes des Femmes : Martine Buron
- Secrétaire nationale à l'urbanisme, à l'environnement et au cadre de vie : Robert Chapuis
- Secrétaire national au secteur public et aux nationalisations : Michel Charzat
- Secrétaire national aux fédérations et au contentieux : Marcel Debarge
- Secrétaire national aux relations internationales : Louis Le Pensec
- Secrétaire national à la formation : Didier Motchane
- Secrétaire national à la communication : Michel Pezet
- Secrétaire national aux collectivités locales, à la décentralisation et aux relations avec les élus : Bernard Roman
- Secrétaire national aux relations extérieures : Georges Sarre
- Secrétaire nationale aux organismes centraux et à l'information interne : Françoise Seligmann
- Secrétaire national aux études, aux problèmes économiques et aux mutations industrielles :  Dominique Strauss-Khan
- Trésorier : André Laignel
- Porte-parole : Jean-Jacques Queyranne